# Cecil Mallaby Firth

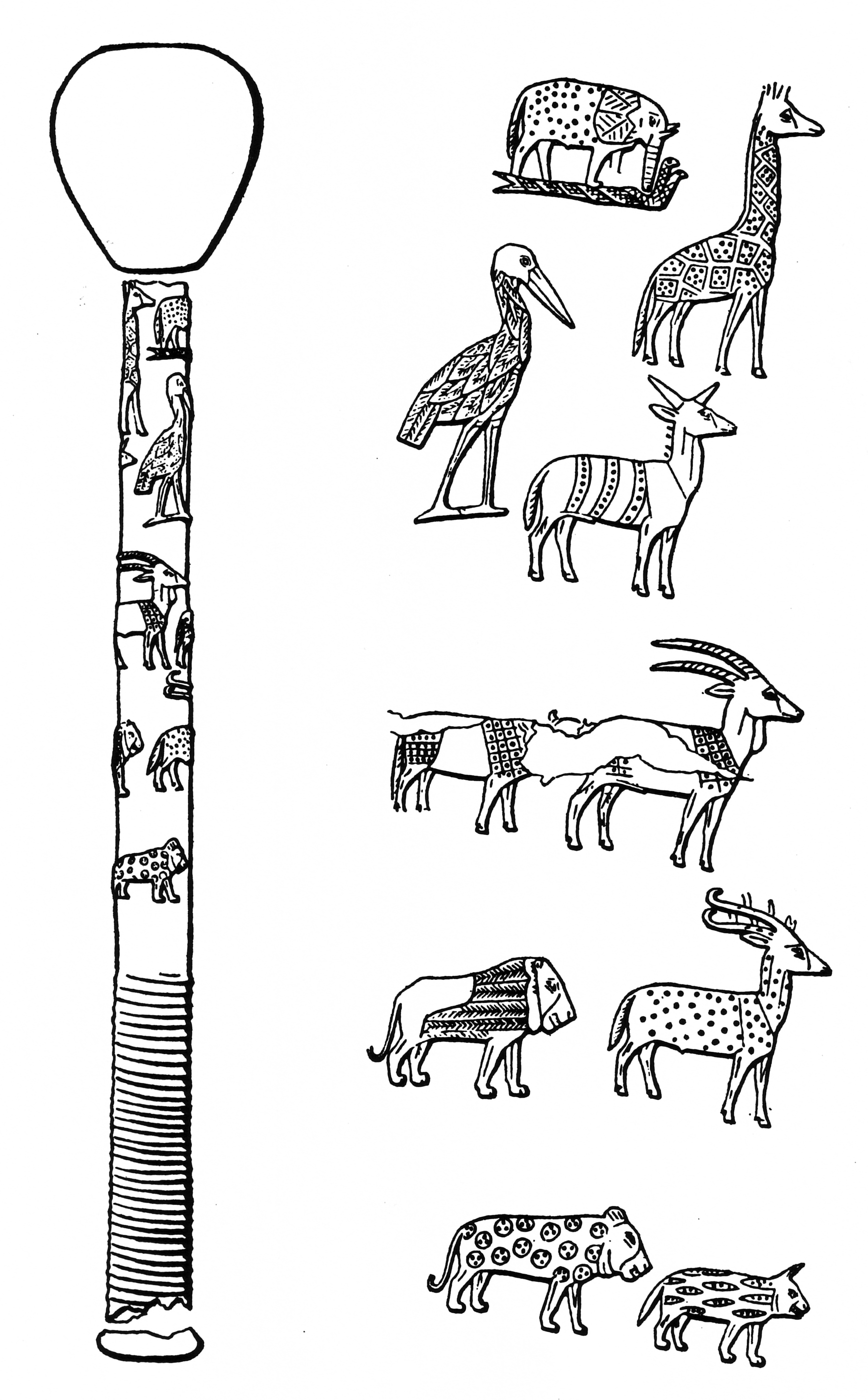
Umzeichnung der Sayala-Keule von Cecil Mallaby Firth (1911)

Cecil Mallaby Firth (* 5. Juli 1878 in Ashburton (Devon); † 25. Juli 1931 in London) war ein britischer Ägyptologe.
Bevor sich Firth der Ägyptologie zuwendete, arbeitete er als Rechtsanwalt in Britisch-Zypern. Er begann seine archäologischen Tätigkeiten zunächst in Nubien, wo er von 1907 bis 1911 arbeitete. Danach wirkte er an der Einrichtung des Assuan-Museums mit.
Der Antiquities Services ernannte Firth 1913 zum Inspektor für den Bereich Sakkara. Diesen Posten behielt er bis zu seinem Tod. Seine Arbeit in Sakkara begann er mit der Ausgrabung des Djoser-Pyramiden-Komplexes. 1924 entdeckte er dabei den Serdab der Djoser-Pyramide sowie die sich darin befindliche Statue des Herrschers, die sich nun im ägyptischen Museum in Kairo befindet. Firth arbeitete hier zunächst mit James Edward Quibell und später auch mit Jean-Philippe Lauer. In den Jahren 1928 und 1929 leitete Firth die Ausgrabungen am Komplex der Userkaf-Pyramide sowie dem dabei liegenden Komplex der Königinnen-Pyramide der Neferhetepes. Zudem arbeitete er an der Erschließung der Nekropole der Teti-Pyramide.
Firth starb 1931 in England, als er die Erforschung der archaischen Gräber in Sakkara vorbereitete. Nur ein kleiner Teil seiner Notizen und Berichte wurde veröffentlicht.

## Schriften (Auswahl)
- mit Battiscombe G. Gunn: Excavations at Saqqara. Teti pyramid cemeteries. 2 Bände (Band 1: Text. Band 2: Plates.). Institut Français d'Archéologique oriental, Kairo 1926.
- The Archaeological Survey of Nubia. Report for 1910–1911 (= The Archaeological Survey of Nubia. Band 4). Government Press, Kairo 1927.
- mit James Edward Quibell: The step pyramid (= Excavations at Saqqara). 2 Bände (Band 1: Text. Band 2: Plates.). Institut Français d'Archéologie Orientale, Kairo 1935–1936.